# 1. pehotna divizija (Wehrmacht)
Za druge 1. divizije glej 1. divizija.
1. pehotna divizija (izvirni nemški naziv 1. Infanterie-Division) je bila pehotna divizija v sestavi redne nemške kopenske vojske med drugo svetovno vojno.

## Zgodovina
Divizija je bila ustanovljena oktobra 1934 v vzhodnopruskem Königsbergu (današnjem Kaliningradu). Zaradi določil in omejitev versajskega sporazuma, podpisanega po koncu prve svetovne vojne, je bila ustanovljena pod tajnim nazivom Wehrgauleitung Köningsberg, s čimer so Nemci prikrili pravi namen te nove formacije. Kmalu po ustanovitvi so zamenjali naziv in tokrat je dobila novo kodno ime Artillerieführer I.
Organske polkovne enote so bile ustanovljene z razširitvijo 1. (pruskega) pehotnega polka 1. divizije Reichswehra.
Divizija je bila skoraj izključno sestavljena iz vzhodnopruskih rekrutov; tako so nadaljevali tradicijo, ki se je kazala tudi v tem, da je divizijski znak postal grb Hohenzollerjev (vladarska dinastija od 1871 do 1918).
Ko je bil 15. oktobra 1935 uradno ustanovljen Wehrmacht (ki je deloval skrivoma že več kot leto dni), je divizija dobila uradno ime 1. pehotna divizija. 3. februarja 1936 so divizijo prestavili v Insterburg.
Ob splošni mobilizaciji leta 1939 je bila divizija aktivna v sestavi Wehrmachta, zato je predstavljala divizijo prvega vala.
Leta 1939, med invazijo na Poljsko, je bila divizija del XXVI. korpusa, ki je bil v sestavi 3. armade. Divizija je doživela bojni krst, ko je prodrla na poljsko ozemlje preko vzhodnopruske meje. Da bi prodrla do Varšave, je morala prej zajeti močno utrjeno mesto Mława, ki jo je držala poljska 20. pehotna divizija in bližnja Mazowiecka konjeniška brigada. 1. pehotna divizija je napadala desno krilo poljske 20. divizije, ki je zavrnila napad, a vseeno so Nemci uspeli ustvariti vrzel med obrambnimi položaji oboroženih sil Poljske. Poljaki so bili tako primorani zapustili Mławo in so se umaknili na nove obrambne položaje vzdolž reke Visle, severno od Varšave. Po hudih bojih med 1. in 4. septembrom je bila 1. pehotna divizija premeščena južno in vzhodno, kjer je prečkala reki Narev in Bug, nato pa se je borila blizu Wegrowa in Garwolina, dokler ni končala kampanje vzhodno od Varšave blizu Siedic.
Divizija je sodelovala tudi v francoski kampanji, a je bila udeležena le v nekaj manjših spopadov.
Junija 1941 je divizija sodelovala v napadu na Sovjetsko zvezo v sestavi armadne skupine Sever in je sodelovala v težkih bojih na proti Leningradu. Ko je doživela težke izgube v začetnem obdobju invazije, je ostala del 1. korpusa, ki je predstavljal glavnino sil za zajetje Leningrada. Oktobra 1943 je bila dodeljena armadni skupini Jug kot del XXXXVIII. tankovskega korpusa. Tu je bila divizija udeležena v hudo bitko za Krivoj Rog v dnjeperski kampanji in je bila pozneje tudi obkoljena z drugimi enotami 1. tankovske armade med Bugom in Dnestrom marca 1944. Divizija je sodelovala v uspešnem razbitju obroča kot zaščitnica XLVI. tankovskega korpusa, pri čemer je utrpela težke izgube.
Po odmoru in popolnitvi je bila divizija poslana v osrednji del armadne skupine Sredina. Ko je prestala sovjetsko poletno ofenzivo leta 1944, je ostala v sestavi zdesetkane armadne skupine, dokler ni končala vojne, bojujoč se na domačih tleh Vzhodne Prusije.

## Razvoj
1. Wehrgauleitung Köningsberg
2. Artillerieführer I
3. 1.Infanterie-Division

## Tradicija
1. pehotna divizija je nadaljevala tradicijo naslednjih enot:
1. grenadirski polk »König Friedrich Wilhelm I« št. 3 (2. vzhodnopruski) - 1. bataljon, 1. pehotni polk
2. pehotni polk »Herzog Karl Von Mecklenburg-Strelitz« št. 43 (6. vzhodnopruski) - 13. in 14. četa ter 2. bataljon, 1. pehotni polk
3. grenadirski polk »Kronprinz« št. 1 (1. vzhodnopruski) - 3. bataljon, 1. pehotni polk
4. fusilirski polk »Graf Roon« št. 33 (vzhodnopruski) - 13., 14. četa, 1. in 3. bataljon, 22. pehotni polk
5. pehotni polk »Graf Dönhoff« št. 44 (7. vzhodnopruski) - 2. bataljon, 22. pehotni polk

## Področje delovanja
- Poljska (september 1939–maj 1940)
- Francija (maj 1940–junij 1941)
- vzhodna fronta, severni odsek (junij 1941–oktober 1943)
- vzhodna fronta, južni odsek (oktober 1943–april 1944)
- vzhodna fronta, osrednji odsek (maj 1944–januar 1945)
- Vzhodna Prusija (januar 1945–maj 1945)

## Pomembnejše operacije in bitke
- Fall Weiss

- bitka za Mławo

- francoska kampanja
- vzhodna fronta:

- operacija Barbarossa
- bitka za Leningrad
- bitka za Krivoj Rog

## Vojna služba
| Datum                     | Delovanje         | Korpus          | Armada                 | Armadna skupina                  | Področje                 |
| September 1939            | za posebne namene | Gen.Kdo.        | 3. armada              | Armadna skupina Sever            | Vzhodna Prusija, Poljska |
| December 1939             | rezerva           | /               | 6. armada              | Armadna skupina B                | Niederrhein              |
| Januar 1940               | rezerva           | /               | 6. armada              | Armadna skupina B                | Niederrhein              |
| Maj 1940                  | rezerva           | /               | 6. armada              | Armadna skupina B                | Belgija                  |
| Junij 1940                | bojno delovanje   | I. korpus       | 4. armada              | Armadna skupina B                | Soma, Loire              |
| Julij - avgust 1940       | bojno delovanje   | I. korpus       | 7. armada              | Armadna skupina B                | Atlantik                 |
| September - december 1940 | bojno delovanje   | I. korpus       | 18. armada             | Armadna skupina B                | Vzhodna Prusija          |
| Januar - april 1941       | bojno delovanje   | I. korpus       | 18. armada             | Armadna skupina B                | Vzhodna Prusija          |
| Maj 1941                  | bojno delovanje   | I. korpus       | 18. armada             | Armadna skupina C                | Vzhodna Prusija          |
| Junij 1941                | bojno delovanje   | I. korpus       | 18. armada             | Armadna skupina Sever            | Riga-Narva-Leningrad     |
| Julija 1941               | bojno delovanje   | XXVI. korpus    | 18. armada             | Armadna skupina Sever            | Riga-Narva-Leningrad     |
| Avgust 1941               | bojno delovanje   | XXXXI. korpus   | 4. tankovska armada    | Armadna skupina Sever            | Riga-Narva-Leningrad     |
| September - oktober 1941  |                   | XXXVIII. korpus | 18. armada             | Armadna skupina Sever            | Peterhof                 |
| November 1941             | rezerva           | /               | 18. armada             | Armadna skupina Sever            | Leningrad                |
| December 1941             | bojno delovanje   | XXVIII. korpus  | 18. armada             | Armadna skupina Sever            | Leningrad                |
| Januar - april 1942       | bojno delovanje   | XXVIII. korpus  | 18. armada             | Armadna skupina Sever            | Leningrad                |
| Maj 1942                  | bojno delovanje   | XXVI. korpus    | 18. armada             | Armadna skupina Sever            | Wolchow                  |
| Junij - december 1942     | bojno delovanje   | I. korpus       | 18. armada             | Armadna skupina Sever            | Wolchow                  |
| Januar 1943               | bojno delovanje   | XXVI. korpus    | 18. armada             | Armadna skupina Sever            | Ladoga                   |
| Februar - marec 1943      | bojno delovanje   | LIV. korpus     | 18. armada             | Armadna skupina Sever            | Ladoga                   |
| April - avgust 1943       | bojno delovanje   | XXVI. korpus    | 18. armada             | Armadna skupina Sever            | Ladoga                   |
| September - december 1943 | bojno delovanje   | XXVIII. korpus  | 18. armada             | Armadna skupina Sever            | Tigoda                   |
| Januar 1944               | rezerva           | /               | 1. tankovska armada    | Armadna skupina Jug              | Winniza                  |
| Februar - marec 1944      | bojno delovanje   | XXXXVI. korpus  | 1. tankovska armada    | Armadna skupina Jug              | žep Hube                 |
| Julija 1944               | bojno delovanje   | LIX. korpus     | 1. tankovska armada    | Armadna skupina Severna Ukrajina | Brody                    |
| Avgust 1944               | bojno delovanje   | XXVI. korpus    | 3. tankovska armada    | Armadna skupina Sredina          | Schloßberg (Dobrovolsk)  |
| September - oktober 1944  | bojno delovanje   | XXVI. korpus    | 4. armada              | Armadna skupina Sredina          | Schloßberg               |
| November - december 1944  | bojno delovanje   | XXVI. korpus    | 3. tankovska armada    | Armadna skupina Sredina          | Schloßberg               |
| Januar 1945               | bojno delovanje   | XXVI. korpus    | 3. tankovska armada    | Armadna skupina Sredina          | Schloßberg               |
| Februar 1945              | bojno delovanje   | XXXXI. korpus   | 4. armada              | Armadna skupina Sever            | Königsberg               |
| Marec 1945                | rezerva           | /               | Armada Samland         | Armadna skupina Sever            | Samland                  |
| April 1945                | bojno delovanje   | XXVI. korpus    | Armada Vzhodna Prusija | Armadna skupina Vzhod            | Baltijsk                 |

## Sestava
1940
- 1. pehotni polk
- 22. pehotni polk
- 43. pehotni polk
- 1. izvidniški bataljon
- 1. artilerijski polk
- 37. artilerijski polk
- 1. tankovskolovski bataljon
- 1. pionirski bataljon
- 1. komunikacijski bataljon pehotne divizije
- 1. nadomestni bataljon
- podporne enote

Maj 1941
- 1. pehotni polk
- 22. pehotni polk
- 43. pehotni polk
- 1. izvidniški bataljon
- 1. artilerijski polk

- 1. bataljon
- 2. bataljon
- 3. bataljon
- 4. bataljon

- 1. pionirski bataljon
- 1. komunikacijski bataljon pehotne divizije
- 1. nadomestni bataljon
- podporne enote

September 1943
- 1. grenadirski polk

- 1. bataljon
- 2. bataljon
- četa pehotnih topov
- tankovskolovska četa

- 22. fusilirski polk

- 1. bataljon
- 2. bataljon
- četa pehotnih topov
- tankovskolovska četa

- 43. grenadirski polk

- 1. bataljon
- 2. bataljon
- četa pehotnih topov
- tankovskolovska četa

- 1. izvidniški bataljon
- 1. artilerijski polk

- 1. bataljon
- 2. bataljon
- 3. bataljon
- 4. bataljon

- 1. pionirski bataljon
- 1. komunikacijski bataljon pehotne divizije
- podporne enote

1944
- 1. grenadirski polk
- 22. fusilirski polk
- 43. grenadirski polk
- 1. divizijski fusilirski bataljon
- 1. artilerijski polk
- 1. tankovskolovski bataljon
- 1. pionirski bataljon
- 1. komunikacijski bataljon pehotne divizije
- 1. nadomestni bataljon
- podporne enote

## Pripadniki

### Divizijski poveljniki
| 1.  | Generalmajor    | Georg von Küchler        | (1. november 1934–1. april 1935)    |
| 2.  | Generalporočnik | Walther Schroth          | (1. april 1935–1. januar 1938)      |
| 3.  | Generalporočnik | Joachim von Kortzfleisch | (1. januar 1938–14. april 1940)     |
| 4.  | Generalporočnik | Philipp Kleffel          | (15. april 1940–12. julij 1941)     |
| 5.  | Generalmajor    | Friedrich Altrichter     | (12. julij 1941–4. september 1941)  |
| 6.  | Generalporočnik | Philipp Kleffel          | (4. september 1941–16. januar 1942) |
| 7.  | Generalporočnik | Martin Grase             | (16. januar 1942–30. junij 1943)    |
| 8.  | Generalporočnik | Ernst-Anton von Krosigk  | (1. julij 1943–10. maj 1944)        |
| 9.  | Polkovnik       | Hans-Joachim Baurmeister | (10. maj 1944–8. junij 1944)        |
| 10. | Generalporočnik | Ernst-Anton von Krosigk  | (8. junij 1944–30. september 1944)  |
| 11. | Generalporočnik | Hans Schittnig           | (1. oktober 1944–28. februar 1945)  |
| 12. | Generalporočnik | Henning von Thadden      | (28. februar 1945–26. april 1945)   |

### Nosilci visokih vojaških odlikovanj
Nosilci viteškega križa železnega križa
| Seznam nosilcev viteškega križa železnega križa s hrastovimi listi |                 |                  |                    |               |
| Št.                                                                | Čin             | Ime              | Datum podelitve    | Prejemnik št. |
| 1.                                                                 | Generalporočnik | Martin Grase     | 23. maj 1943       | 248           |
| 2.                                                                 | Višji vodnik    | Alfred Matern    | 16. april 1945     | 784           |
| 3.                                                                 | Polkovnik       | dr. Walter Lange | 13. september 1943 | 300           |
| 4.                                                                 | Polkovnik       | Franz Scheidies  | 31. december 1941  | 43            |
| 5.                                                                 | Major           | Theodor Tolsdorf | 15. september 1943 | 302           |

| Seznam nosilcev viteškega križa železnega križa |        |                                    |                      |
| Št.                                             | Čin    | Ime                                | Datum podelitve      |
| 1.                                              | neznan | Karl-Heinz Brunsiek                | (5. april 1945)      |
| 2.                                              | neznan | Waldemar Demand                    | (17. marec 1945)     |
| 3.                                              | neznan | Werner Gräbner                     | (30. september 1944) |
| 4.                                              | neznan | Martin Grase                       | (18. oktober 1941)   |
| 5.                                              | neznan | Gustav Gromeik                     | (19. junij 1942)     |
| 6.                                              | neznan | Hans Halten                        | (4. junij 1944)      |
| 7.                                              | neznan | Heinrich Held                      | (12. december 1944)  |
| 8.                                              | neznan | Heinrich Hennig                    | (9. junij 1944)      |
| 9.                                              | neznan | Ulrich Iffland                     | (3. oktober 1943)    |
| 10.                                             | neznan | Fritz Jacobeit                     | (11. marec 1945)     |
| 11.                                             | neznan | Franz Juschkat                     | (17. februar 1943)   |
| 12.                                             | neznan | Friedrich Keussler                 | (23. februar 1944)   |
| 13.                                             | neznan | Philipp Kleffel                    | (17. februar 1942)   |
| 14.                                             | neznan | Robert Klima                       | (10. avgust 1943)    |
| 15.                                             | neznan | Ernst-Anton Krosigk                | (12. februar 1944)   |
| 16.                                             | neznan | Walter Kuhn                        | (23. avgust 1943)    |
| 17.                                             | neznan | Walter Lange                       | (10. februar 1943)   |
| 18.                                             | neznan | Otto Lasch                         | (17. julij 1941)     |
| 19.                                             | neznan | Karl Leimbach                      | (17. marec 1945)     |
| 20.                                             | neznan | Hans Lindenau                      | (17. marec 1945)     |
| 21.                                             | neznan | Alfred Matern                      | (4. september 1943)  |
| 22.                                             | neznan | Bruno Moysies                      | (6. marec 1944)      |
| 23.                                             | neznan | Albert Müller                      | (4. oktober 1944)    |
| 24.                                             | neznan | Norbert Ottawa                     | (7. september 1943)  |
| 25.                                             | neznan | Hans-Georg Romeike                 | (3. september 1943)  |
| 26.                                             | neznan | Wilhelm Sabottki                   | (20. marec 1944)     |
| 27.                                             | neznan | Heinrich Schaten                   | (9. maj 1945)        |
| 28.                                             | neznan | Franz Scheidies                    | (5. avgust 1940)     |
| 29.                                             | neznan | Otto Schlesinger                   | (21. april 1944)     |
| 30.                                             | neznan | Helmut Schnaarschuh                | (4. oktober 1944)    |
| 31.                                             | neznan | Wolfgang Sichert von Sichartshofen | (4. maj 1944)        |
| 32.                                             | neznan | Herbert Singer                     | (5. maj 1945)        |
| 33.                                             | neznan | Fritz Stillger                     | (14. junij 1943)     |
| 34.                                             | neznan | Franz Thiel                        | (11. marec 1945)     |
| 35.                                             | neznan | Artur Tiefensee                    | (3. avgust 1944)     |
| 36.                                             | neznan | Theodor Tollsdorff                 | (4. december 1941)   |
| 37.                                             | neznan | Karl Trautmann                     | (17. marec 1945)     |
| 38.                                             | neznan | Gottfried Uhlig                    | (26. november 1944)  |
| 39.                                             | neznan | Horst Weissenberg                  | (23. marec 1945)     |
| 40.                                             | neznan | Otto Witt                          | (21. september 1944) |
| 41.                                             | neznan | Karl Wohlgemuth                    | (30. september 1944) |

Nosilci nemškega križa v srebru
| Seznam nosilcev nemškega križa v srebru |               |                      |                 |
| Št.                                     | Čin           | Ime                  | Datum podelitve |
| 1.                                      | Oberstabsartz | Dr. Johannes Schultz | 22. julij 1944  |

Nosilci zlatega znaka za bližinski boj
| Seznam nosilcev zlatega znaka za bližinski boj |              |                    |                   |
| Št.                                            | Čin          | Ime                | Datum podelitve   |
| 1.                                             | Višji vodnik | Fritz Kassing      | 10. november 1944 |
| 2.                                             | Višji vodnik | Franz Juschkat     | 12. december 1944 |
| 3.                                             | Vodnik       | Christoph Heinrich | 22. marec 1945    |
| 4.                                             | Major        | Walter Jöres       | 24. marec 1945    |
| 5.                                             | Podčastnik   | Josef von Glinski  | 24. marec 1945    |
| 6.                                             | Vodnik       | Fritz Petrick      | 2. april 1945     |
| 7.                                             | Stotnik      | Herbert Singer     | 1. maj 1945       |